# Horizons (Satellit)

Logo der Horizons 1/Galaxy 13-Satellitenmission

Horizons ist die Bezeichnung von vier Kommunikationssatelliten des in Luxemburg ansässigen Unternehmens Intelsat in Kooperation mit dem japanischen Unternehmen JSat Corporation. Betrieben werden sie durch die Horizons Satellite LLC.

## Galaxy 13/Horizons 1
Horizons 1 ist der erste Satellit der Reihe. Er wurde am 1. Oktober 2003 auf einer Zenit-3SL-Trägerrakete von der Sea-Launch-Plattform Odyssey in einen geostationären Transferorbit gestartet. Er wurde auf der Basis des BSS-601-Satellitenbusses von Boeing gebaut und besitzt insgesamt 48 Transponder, davon 24 im Ku-Band unter der Bezeichnung Horizons 1 und 24 im C-Band als Galaxy 13. Er besitzt eine geplante Lebensdauer von 15 Jahren und ein Startgewicht von 4060 kg. Er war über 20 Jahre bei seiner geostationären Position 127° in Betrieb, bis er im Herbst 2023 von Galaxy 37/Horizons 4 abgelöst wurde. Danach wurde er nach 150° West verschoben, wo er weiterhin im inclined orbit aktiv ist.

## Horizons 2
Horizons 2 ist der zweite Satellit der Reihe. Er wurde am 21. Dezember 2007 an Bord einer Ariane 5-GS vom Centre Spatial Guyanais gestartet. Bei ihm wurde der Satellitenbus des Typs STAR-2 der Orbital ATK verwendet. Er beherbergt 16 Transponder im Ku-Band und sechs als Backup. Seine geplante Flugdauer liegt, genau wie bei Horizons 1, bei 15 Jahren. Sein Startgewicht lag bei 2304 kg. Er ist bei 74° West stationiert.

## Horizons 3e
Horizons 3e ist die dritte Mission der Serie. Der Satellit nutzt den Bus BSS 702 MP und verfügt über Ku-Band- und C-Band-Transponder. Am 25. September 2018 wurde er beim 100. Flug einer Ariane 5 gestartet. Das Startgewicht betrug 6411 kg. Die erwartete Lebensdauer liegt bei 15 Jahren. Horizons 3e ersetzte Intelsat 805 bei 169° Ost.

## Horizons 4
Horizons 4 ist die Bezeichnung der Ku-Band-Transpondernutzlast an Bord vom Satelliten Galaxy 37, welcher des Weiteren auch eine C-Band-Nutzlast beherbergt. Maxar Technologies baute den Satelliten auf Basis des SSL-1300-Satellitenbusses. Der Start der Mission fand am 3. August 2023 auf einer Falcon-9-Trägerrakete vom Space Launch Complex 40 der Cape Canaveral Space Force Station statt. Galaxy 37/Horizons 4 löste nach seiner Inbetriebnahme seinen Vorgänger Galaxy 13/Horizons 1 bei der Position 127° West ab.